# Nevers Mumba

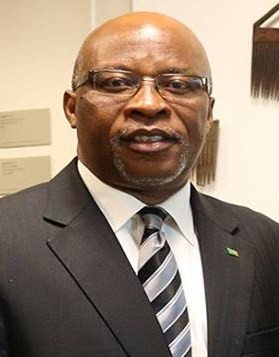
Nevers Mumba (2015)

Nevers Mumba (* 18. Mai 1960) ist Pastor und Politiker in Sambia.

## Ausbildung
Nevers Mumba wurde als eines von zwölf Kindern des Lehrers Sunday Peter Mumba und seiner Frau Martha im Norden Sambias geboren. Er besuchte die Hillcrest Technical Secondary School in Livingstone, eine der angesehensten Schulen in Sambia. Er war seit 1981 mit dem Evangelisten Reinhard Bonnke befreundet, auf dessen Empfehlung er am Bibelkolleg von Christ for the Nations aufgenommen wurde, wo er 1984 graduierte.

## Pastor
Danach gründete Mumba in Sambia eine Kirche, die schnell 1000 Mitglieder zählte und 17 weitere Gründungen plante. Er genießt großes Ansehen als Evangelist im sambischen Fernsehsender Trinity Broadcasting Network, aber auch in Uganda, Namibia und Kanada. Er war wiederholt Gast in Sendungen in der Republik Südafrika und bei Christian Broadcasting Network in Virginia Beach in den USA. Er gilt als ausgesprochen engagierter Prediger. Er ist Gründer und Präsident von Victory Ministries International, das sich gegen die Benachteiligung von Entwicklungsländern auf finanziellem Gebiet und der Versorgung wendet, sowie die Victory Universität unterhält. Von der University of Michigan-Flint wurde er mit dem Dr. honoris causa geehrt.

## Politik
Bei den Wahlen in Sambia 2001 trat Mumba als Präsidentschaftskandidat der National Citizens’ Coalition an und erzielte 2,2 Prozent der Stimmen. Danach war er von Mai 2003 bis zum 4. Oktober 2004 Vizepräsident von Sambia. Als solcher war er federführend für die Verfassungsreform verantwortlich. Mit Levy Mwanawasa kam es zum Zerwürfnis über moralische Fragen, genauer wegen informeller Zahlungen sambischer Politiker an Laurent-Désiré Kabila in der Demokratischen Republik Kongo, gegen die sich Nervers Mumba öffentlich wandte.
Mumba ist seit 2006 Präsident der Reform Party. Diese bildete 2006 die Wahlallianz National Democratic Front mit All People’s Congress, der Party for Unity, Democracy and Development, Zambia Republican Party und dem Zambia Development Congress. Diese Wahlallianz benannte sich in National Democratic Focus um und nominierte als Präsidentschaftskandidaten Benjamin Mwila.

## Privatleben
Mumba ist verheiratet und hat mit seiner Ehefrau Florence, einer Schwester von Kenneth Kaunda, fünf Kinder.